# Червоний Берег (Червенський район)
Червоний Берег (біл. вёска Чырвоны Бераг) —  село в складі Червенського району Мінської області, Білорусь. Село підпорядковане Клиноківській сільській раді, розташоване в центральній частині області.